# Алберто Фернандез
Алберто Анхел Фернандез (шп. Alberto Ángel Fernández; Буенос Ајрес, 2. април 1959) аргентински је политичар и правник. Од 2019. до 2023. године обављао је функцију председника Аргентине (53. по реду).
Члан је Јустициалистичке партије. Био је председник Владе Аргентине током читавог мандата Нестора Киршнера и почетком мандата Кристине Киршнер. Добио је председничке изборе у Аргентини 2019. године са 48% освојених гласова победивши тако тадашњег председника Маурисија Макрија.

## Биографија
Фернандез је рођен у Буенос Ајресу, а студирао је на Правном факултету Универзитета у Буенос Ајресу. Дипломирао је са 24 године и касније је постао професор кривичног права у властитој образовној установи. Политичку каријеру је започео у Већу Буенос Ајреса и у Министарству економије. Тада се зближио са бившим гувернером Буенос Ајреса, Едуардом Дуаљдеом.
Дана 7. јуна 2000. године, Фернандез је изабран за посланика из мањинске странке Acción por la República из Буенос Ајреса, на челу са Домингом Каваљом, министром економије у влади Фернанда де ла Руа. Ускоро бива именован за шефа нове владе. Ту функцију задржава све до јула 2008. године.

## Председништво
Дана 18. маја 2019. године, Фернандез се кандидовао за место председника Републике Аргентине док је бивша председница Кристина Киршнер предложена за место потпредседника. Победио је у првом кругу са 48,24% гласова. Инаугурација председника је одржана 10. децембра 2019. године, а Фернандез је тако постао први председник Аргентине који је раније био и председник владе те земље.
На свом званичном Твитер налогу је 17. децембра 2022. објавио да ће "као милиони суграђана гледати финале Светског првенства у фудбалу 2022. код себе кући". У објави је навео да због потенцијалне лоше среће неће лично присуствовати, а то је потврдила и објава из његове канцеларије.